# Baby, I Love Your Way
Singles de Peter Frampton
Show Me the Way
(1975) Do You Feel Like We Do
(1976)
Baby, I Love Your Way est une chanson de soft rock écrite, composée et interprétée par le chanteur britannique Peter Frampton sortie en single en septembre 1975 et extraite de l'album Frampton.
Elle devient un succès en 1976 alors qu'une version enregistrée en concert est tirée de l'album live Frampton Comes Alive! qui connaît un important succès commercial aux États-Unis, où il sera certifié huit fois disque de platine,.
Baby, I Love Your Way a été reprise par plusieurs artistes, notamment le groupe de dance-pop américain Will to Power (en) en 1988, et le groupe de reggae Big Mountain en 1994 dont les versions ont atteint le sommet des hit-parades dans plusieurs pays.

## Classements hebdomadaires
| Classements (1976)             | Meilleure position |
| ------------------------------ | ------------------ |
| Australie (Kent Music Report)  | 65                 |
| Canada (RPM 100 Singles)       | 3                  |
| États-Unis (Billboard Hot 100) | 12                 |
| Irlande (IRMA)                 | 14                 |
| Italie (FIMI)                  | 19                 |
| Nouvelle-Zélande (RMNZ)        | 27                 |
| Royaume-Uni (UK Singles Chart) | 43                 |

## Certifications
| Pays              | Certification | Date       | Unités certifiées |
| ----------------- | ------------- | ---------- | ----------------- |
| États-Unis (RIAA) | Platine       | 07/07/2023 | 1 000 000         |
| Royaume-Uni (BPI) | Platine       | 11/10/2024 | 600 000           |

## Version de Will to Power
Singles de Will to Power
Say It's Gonna Rain
(1988) Fading Away
(1989)
En novembre 1988 le groupe de dance-pop américain Will to Power (en) sort le single Free Baby qui est un medley des chansons Baby, I Love Your Way et Free Bird interprétée à l'origine par le groupe Lynyrd Skynyrd. Il est extrait de l'album Will to Power.
Le medley se classe no 1 au Billboard Hot 100, au Canada et en Norvège.

### Classements hebdomadaires
| Classements (1988-1989)                | Meilleure position |
| -------------------------------------- | ------------------ |
| Allemagne (GfK Entertainment)          | 18                 |
| Australie (ARIA)                       | 20                 |
| Belgique (Flandre Ultratop 50 Singles) | 22                 |
| Canada (RPM 100 Singles)               | 1                  |
| États-Unis (Billboard Hot 100)         | 1                  |
| Irlande (IRMA)                         | 3                  |
| Norvège (VG-lista)                     | 1                  |
| Nouvelle-Zélande (RMNZ)                | 6                  |
| Pays-Bas (Nederlandse Top 40)          | 22                 |
| Pays-Bas (Single Top 100)              | 26                 |
| Royaume-Uni (UK Singles Chart)         | 6                  |

### Certification
| Pays              | Certification | Date       | Unités certifiées |
| ----------------- | ------------- | ---------- | ----------------- |
| États-Unis (RIAA) | Or            | 23/01/1989 | 500 000           |

## Version de Big Mountain
Singles de Big Mountain
Reggae Inna Summertime
(1993) I Would Find a Way
(1994)
Baby, I Love Your Way interprétée par le groupe de reggae américain Big Mountain sort en single en février 1994, extrait de l'album Unity.
Cette version connaît un important succès international. 
Le groupe a enregistré une version en espagnol sur la face B du single intitulée Baby, te quiero ati.

### Classements hebdomadaires
| Classements (1994)                     | Meilleure position |
| -------------------------------------- | ------------------ |
| Allemagne (GfK Entertainment)          | 9                  |
| Australie (ARIA)                       | 4                  |
| Autriche (Ö3 Austria Top 40)           | 4                  |
| Belgique (Flandre Ultratop 50 Singles) | 7                  |
| Canada (RPM 100 Singles)               | 2                  |
| Écosse (OCC)                           | 5                  |
| États-Unis (Billboard Hot 100)         | 6                  |
| États-Unis (Top 40 Mainstream)         | 1                  |
| France (SNEP)                          | 7                  |
| Irlande (IRMA)                         | 7                  |
| Norvège (VG-lista)                     | 6                  |
| Nouvelle-Zélande (RMNZ)                | 12                 |
| Pays-Bas (Nederlandse Top 40)          | 4                  |
| Pays-Bas (Single Top 100)              | 4                  |
| Royaume-Uni (UK Singles Chart)         | 2                  |
| Suède (Sverigetopplistan)              | 1                  |
| Suisse (Schweizer Hitparade)           | 2                  |

### Certifications
| Pays                    | Certification | Date       | Unités certifiées |
| ----------------------- | ------------- | ---------- | ----------------- |
| Australie (ARIA)        | Platine       | 1994       | 70 000            |
| États-Unis (RIAA)       | Or            | 20/06/1994 | 500 000           |
| Nouvelle-Zélande (RMNZ) | Or            | 07/1994    | 5 000             |
| Royaume-Uni (BPI)       | Argent        | 01/06/1994 | 200 000           |

### Distinction
Baby, I Love Your Way interprétée par Big Mountain est nommée aux MTV Europe Music Awards 1994 dans la catégorie meilleure reprise (Best cover).

### Utilisation au cinéma
La version de Big Mountain est utilisée dans les bandes originales des films Génération 90 en 1994,  Jumanji: Bienvenue dans la jungle en 2017 et Jumanji: Next Level en 2019 ,.